# Krk (miasto)
Krk – miasto w Chorwacji, w żupanii primorsko-gorskiej, siedziba miasta Krk. Jest położone na południu wyspy o tej samej nazwie. W 2011 roku liczyło 3730 mieszkańców. Krk leży nad Morzem Adriatyckim.
Jest to ośrodek turystyczny – zachowały się fragmenty budowli z czasów rzymskich, stare miasto: mury obronne i baszty, kościoły, dawny dwór biskupi z galerią malarstwa (XVI-XVIII w.).
Miasto jest siedzibą biskupa diecezji Krk.

## Galeria

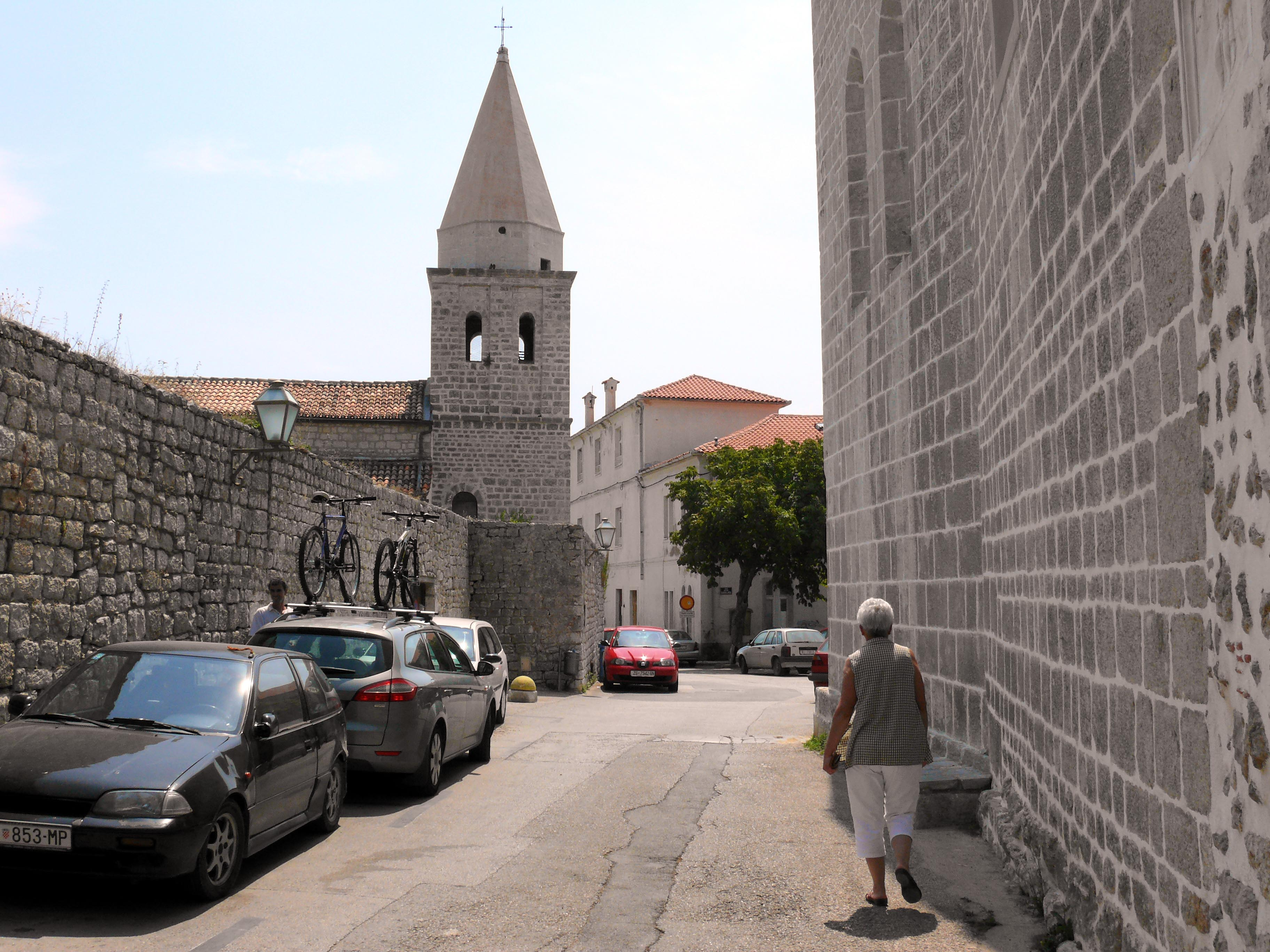
Stare miasto
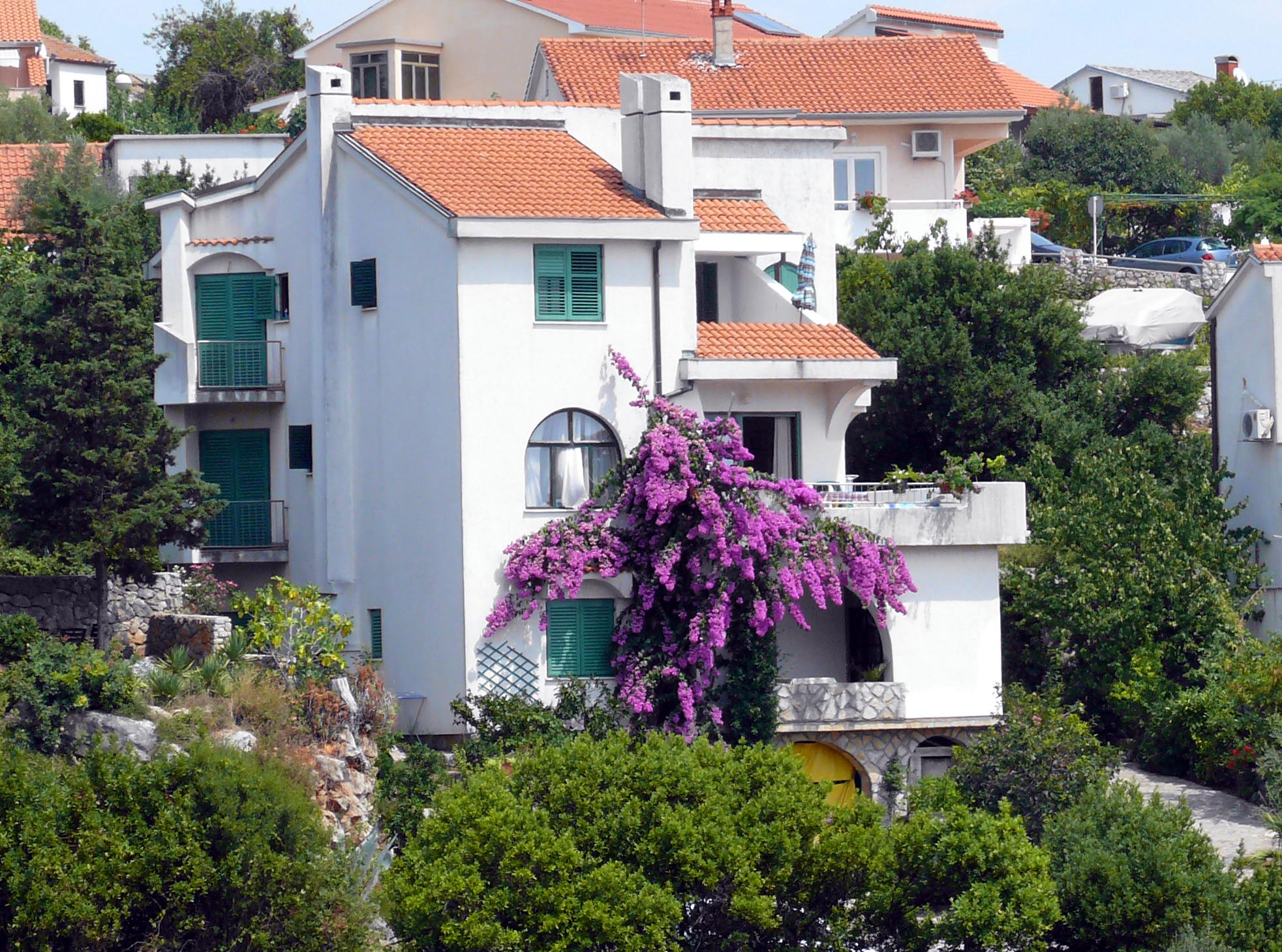
Typowe zabudowania
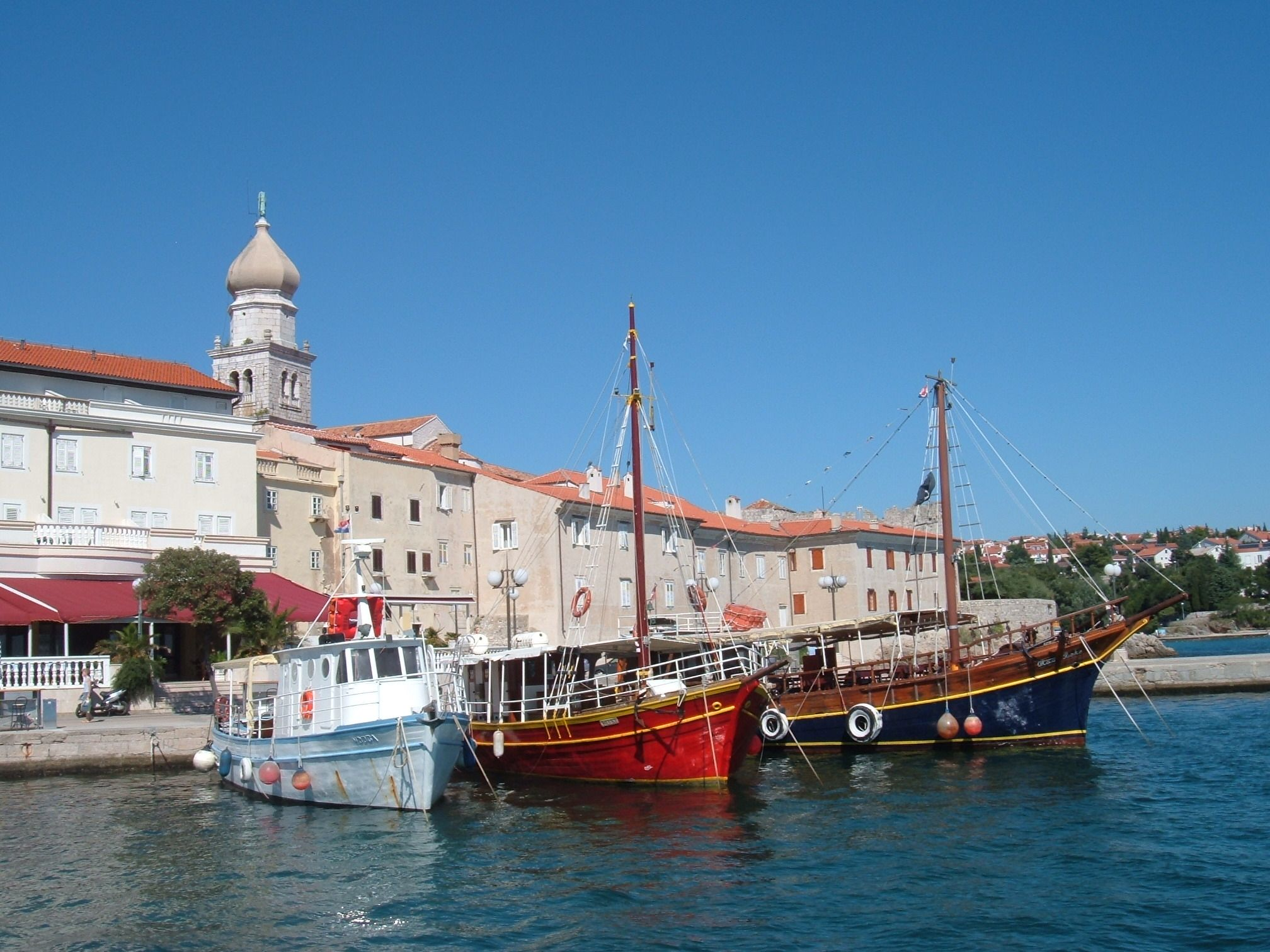
Port
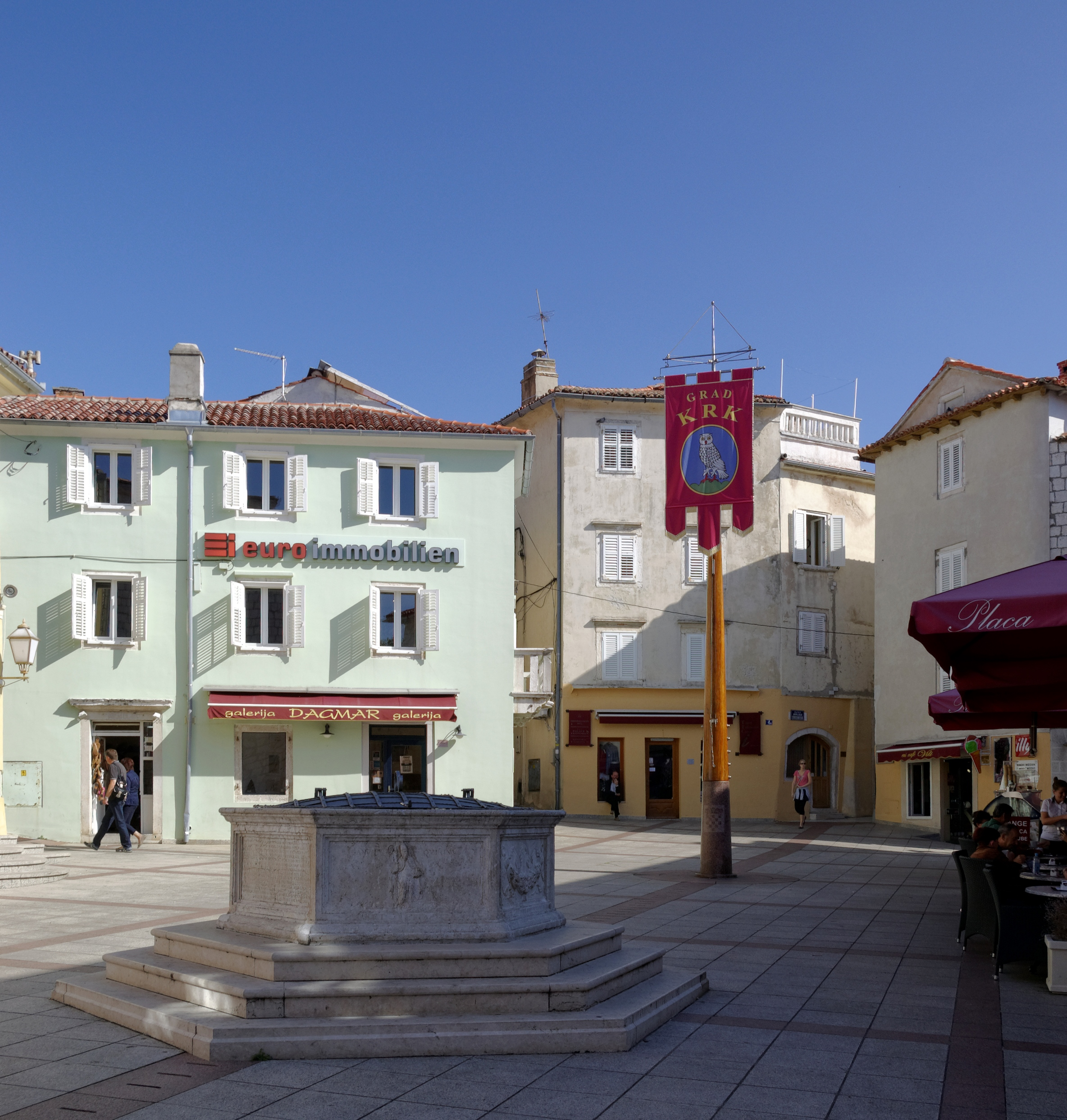
Plac handlowy
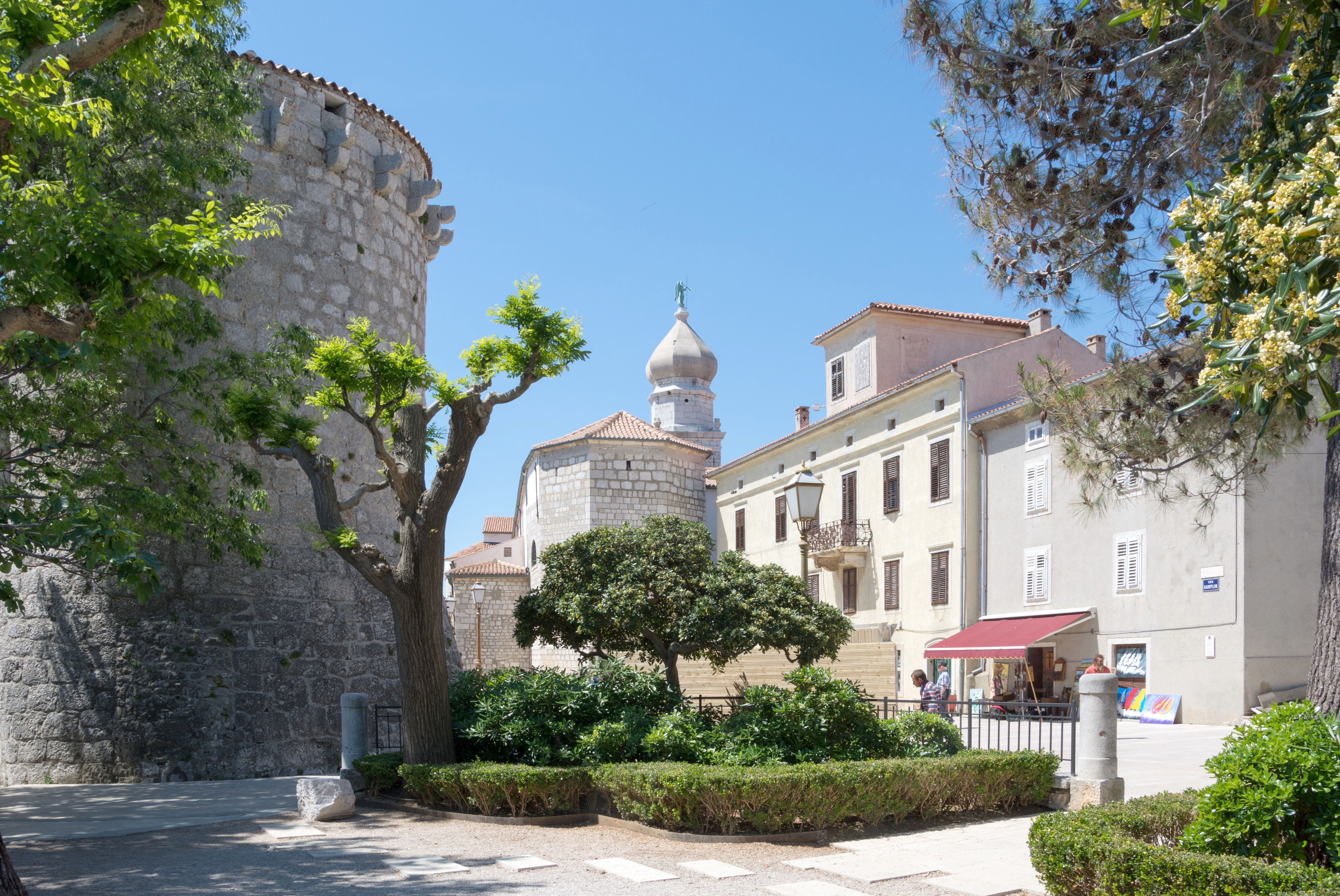
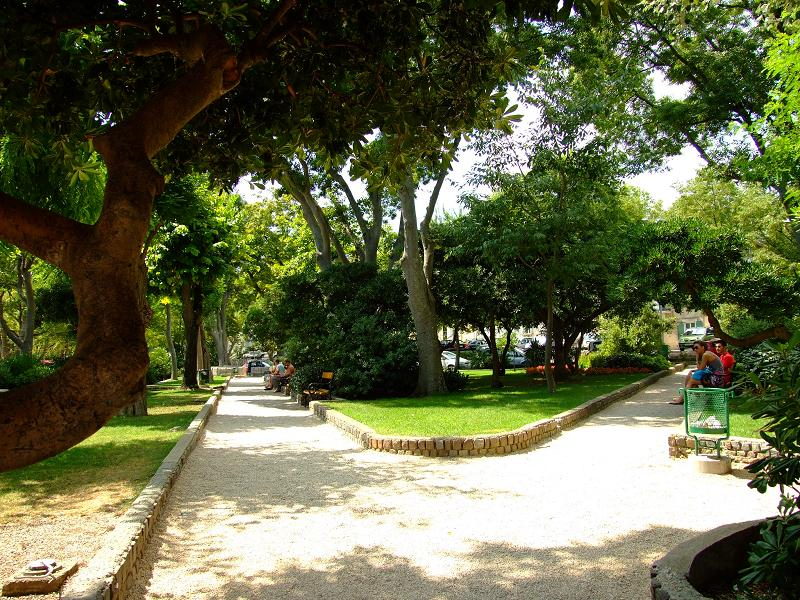
Stare miasto
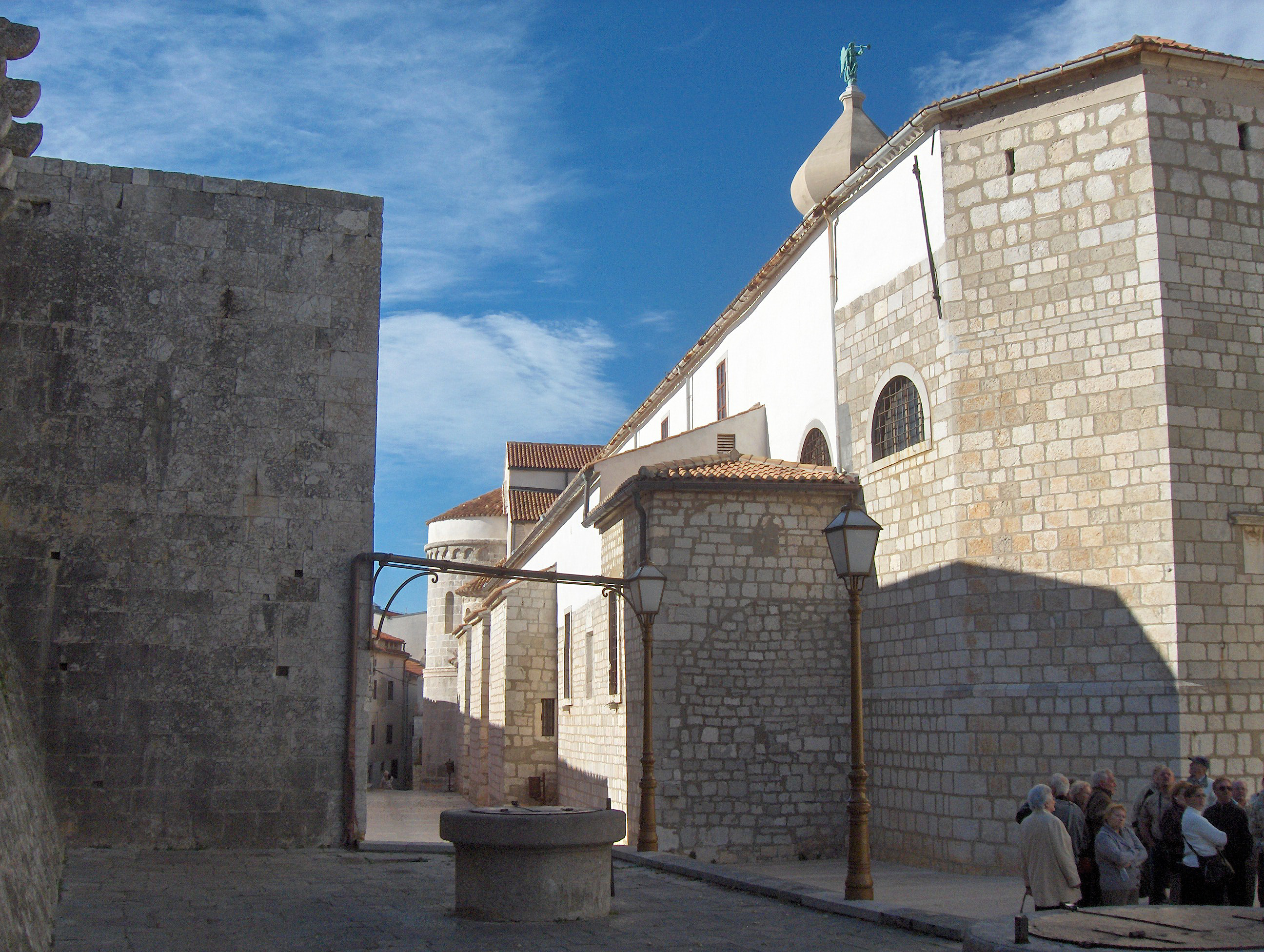
Kościół Wniebowstąpienia Pańskiego
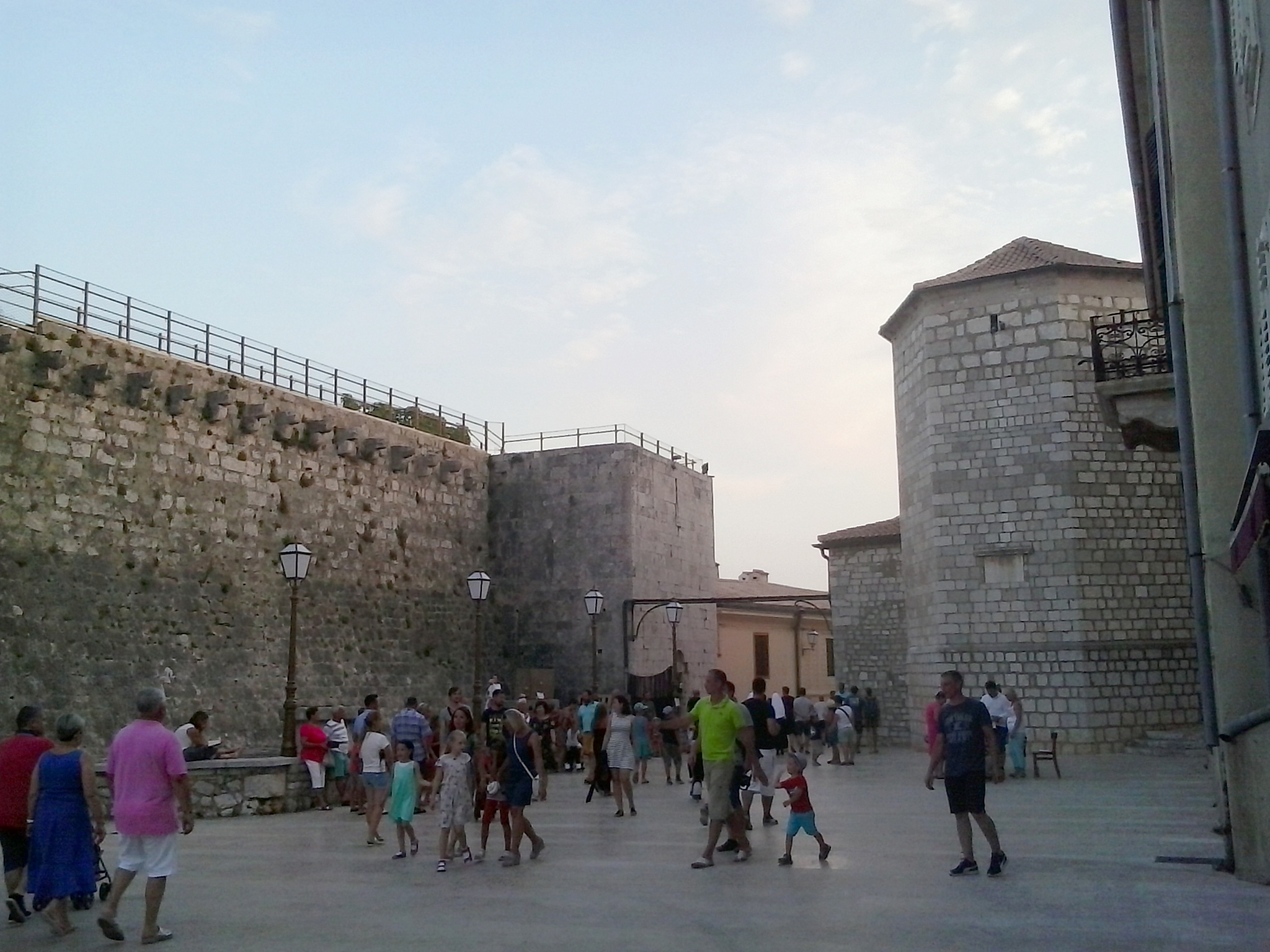